# Beatriz Corredor
Beatriz Corredor Sierra (Madrid, 1 de julio de 1968) es una jurista, registradora de la propiedad y política española experta en política de vivienda. Fue ministra de Vivienda de 2008 a 2010, y desde 2020 es presidenta del grupo Red Eléctrica de España.

## Trayectoria

### Formación
Beatriz Corredor es licenciada en Derecho por la Universidad Autónoma de Madrid (1991). En 1993 ingresó por oposición en el Cuerpo de Registradores de la Propiedad y Mercantiles de España, llegando a ser en aquel momento la registradora de la propiedad más joven de España. Tras más de veinticinco años de ejercicio profesional, actualmente se encuentra en excedencia de su profesión como registradora de la propiedad.
Del mismo modo, Corredor ha cursado otros estudios superiores como el Programa de Alta Dirección de Empresas (2013) y el de Mujeres en Consejos de Administración (2015), este de cuatro días de duración, ambos impartidos por la IESE Business School.

### Actividad docente
En la actualidad, Beatriz Corredor es profesora asociada de diferentes centros educativos: 
- Profesora asociada de Derecho Civil en el Máster Universitario de Acceso a la Abogacía de la Universidad Nebrija.
- Adjunct Faculty. Social & Affordable Housing. Master in Real Estate Development. School of Arquitecture & Design. IE University.
- Profesora Asociada en políticas para la sostenibilidad y vivienda del Máster en Dirección de Empresas Constructoras e Inmobiliarias de la Escuela Técnica Superior de Arquitectura de Madrid (ETSAM).[4]

### Actividad política
Beatriz Corredor está afiliada al Partido Socialista Obrero Español desde 2003, cuando comenzó su carrera política ejerciendo como secretaria de Mujer e Igualdad en el barrio madrileño de San Blas-Canillejas. Ocupó el puesto 20 en la candidatura del PSOE para las elecciones municipales de mayo de 2007 en Madrid y fue concejala y portavoz socialista de Vivienda en el Ayuntamiento de Madrid y en el distrito de Barajas, entre septiembre de 2007 hasta abril de 2008.
En 2008 fue nombrada ministra de Vivienda en el gobierno de José Luis Rodríguez Zapatero. Ocupó el cargo hasta octubre de 2010 y, durante ese periodo en el que dirigió la cartera de Vivienda, se aprobó el Texto Refundido de la Ley del Suelo, RD Legislativo 2/2008, de 20 de junio, la Ley de medidas de fomento y agilización procesal del alquiler y de la eficiencia energética de los edificios 19/2009, de 23 de noviembre, y el Plan Estatal de Vivienda y Rehabilitación 2009-2012. 
A partir de octubre de ese mismo año, fue nombrada Secretaria de Estado de Vivienda y Actuaciones Urbanas para el Ministerio de Fomento. Abandonó el cargo en diciembre de 2011, tras concluir el mandato socialista (2004-2011). 
Retomó su carrera política en junio de 2017 tras el 39.º Congreso Federal del PSOE, cuando comenzó a formar parte de la Comisión Ejecutiva Federal del partido como Secretaria de Área de Ordenación del Territorio y Políticas Públicas de Vivienda. Compaginó esta labor con su cargo de presidenta de la Fundación Pablo Iglesias (septiembre de 2018 – febrero de 2020) y de diputada por Madrid en la XIII y XIV legislatura en el Congreso de los Diputados (hasta enero de 2020).

### Actividad profesional
A lo largo de su carrera profesional, Beatriz ha desarrollado sus conocimientos jurídico-técnicos en el ámbito inmobiliario, urbanístico, civil, mercantil, hipotecario, fiscal, procesal y administrativo, tanto en el sector privado como en el público. Además, ha ocupado cargos de responsabilidad en diversas posiciones del sector público con competencias de dirección y gestión en varios departamentos ministeriales y empresas públicas, donde ha impulsado medidas regulatorias y procesos legislativos. 
Entre los distintos cargos públicos ejercidos, ha sido presidenta de la Entidad Pública Empresarial de Suelo (SEPES) y consejera de la Empresa Municipal de la Vivienda y Suelo (EMVS), así como directora del Servicio de Estudios Registrales de Castilla-La Mancha (2002-2007). Además, obtuvo el puesto de vocal-registrador en el Tribunal de Oposiciones al Cuerpo de Registradores de la Propiedad y Mercantiles de España, siendo la primera mujer en ocupar el cargo.
De octubre de 2013 a junio de 2017 fue directora de Relaciones Institucionales del Colegio de Registradores de España. También es miembro del Bureau del Working Party in Land Administration, y mentora de la Fundación Endeavor España, y ha sido miembro de la Comisión Económica de las Naciones Unidas para Europa (Unece)
Participa como vocal del patronato de la Fundación Arquitectura y Sociedad desde el año 2010. En junio de 2020 fue designada vicepresidenta del patronato del Museo Reina Sofía, en sustitución de Óscar Fanjul.
El 21 de febrero de 2020, la Comisión de Nombramientos y Retribuciones del Consejo de Administración del Grupo Red Eléctrica propuso a Beatriz Corredor como nueva máxima responsable de la compañía. Cuatro días después, fue nombrada presidenta no ejecutiva, sustituyendo en el cargo al también exministro Jordi Sevilla, que presentó su dimisión el 27 de enero de ese mismo año.
Durante su presidencia se produjo el apagón en la península ibérica de 2025 que mantuvo España y Portugal sin suministro eléctrico durante varias horas. Un hecho sin responsables claros que el Gobierno achacó a una «concadenación de eventos» que derivó a una caída del sistema, pero que generó un cruce de acusaciones cruzadas entre Red Eléctrica —operadora del sistema— y las compañías eléctricas. Por estos hechos algunos accionistas llegaron a pedir su cese, aunque la Junta General de Accionistas de Redeia rechazó la solicitud.

## Premios y reconocimientos
- 2010: Gran Cruz de la Real y Distinguida Orden Española de Carlos III[19]
- 2017: Premio ALUMNI de la Facultad de Derecho de la Universidad Autónoma de Madrid.[20]
- 2018: Medalla de Honor del Colegio de Registradores de la Propiedad y Mercantiles de España.[21]